# Bellanca 31-40
El Bellanca 31-40 Senior Pacemaker y sus derivados fueron una familia de aviones utilitarios de seis a ocho plazas, construidos en los Estados Unidos a finales de los años 30 del siglo XX.

## Diseño y desarrollo

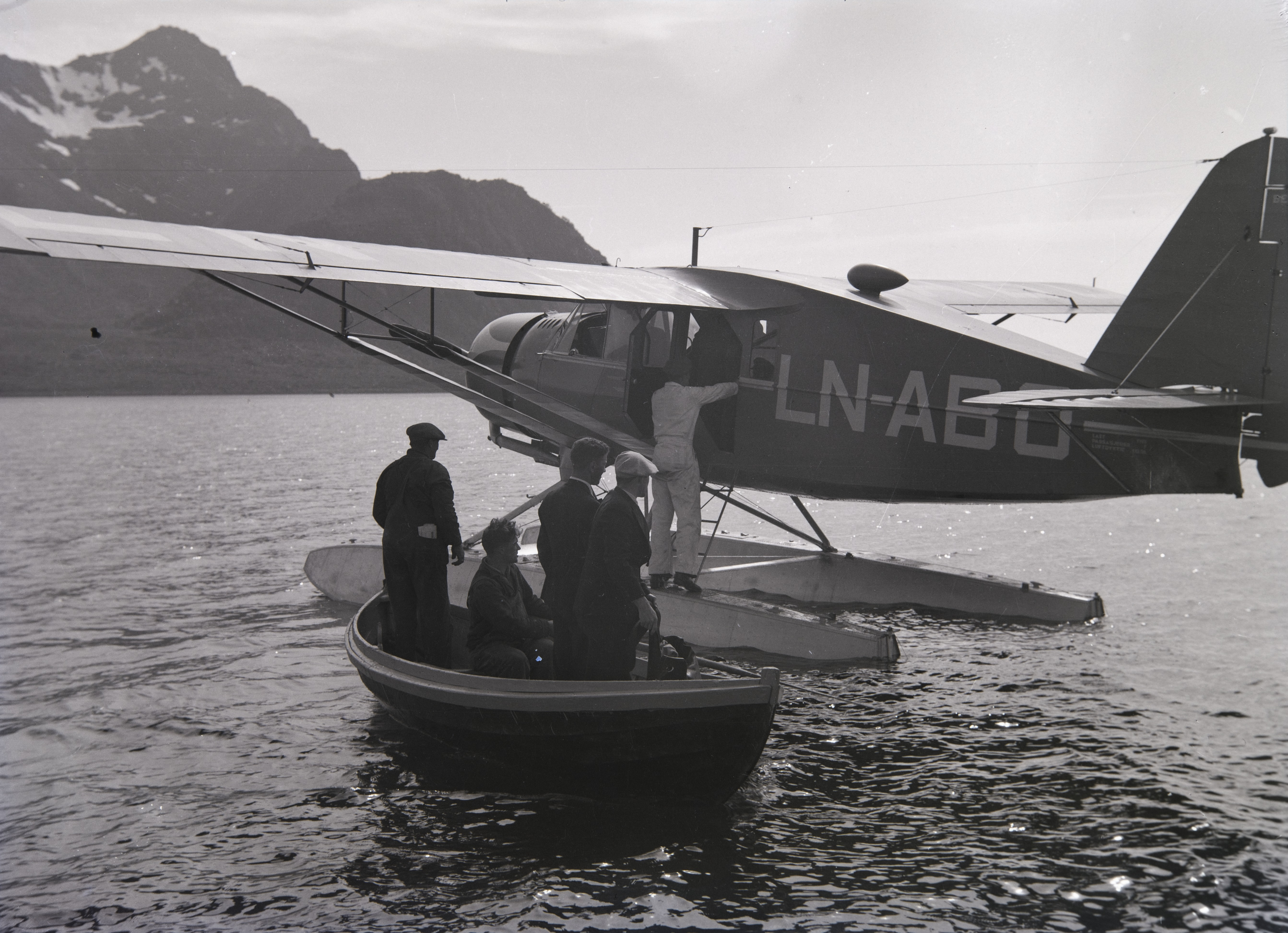
El Bellanca Senior Pacemaker (LN-ABO) fotografiado en el norte de Noruega a finales de los años 30.

Fueron la revisión final del diseño original Wright WB-2 que Bellanca había comprado a finales de los años 20. Los números de modelo usados por Bellanca en este periodo reflejaban la superficie alar (en este caso, 310 pies cuadrados) y la potencia motora (hasta 400 en esta serie), ambos dividido por diez. Como sus predecesores, eran monoplanos de ala alta arriostrada con tren de aterrizaje convencional de rueda de cola.
Un único Senior Skyrocket fue comprado por la Armada de los Estados Unidos en 1938 para usarlo como transporte utilitario, siendo designado JE-1. Los Senior Skyrocket también fueron construidos bajo licencia por Northwest Industries en Canadá, después de la Segunda Guerra Mundial.
En 2007, sólo perduraba un único ejemplar, el primer avión de construcción canadiense (matrícula CF-DCH). Está preservado en el Reynolds-Alberta Museum.

## Variantes
31-40 Senior Pacemaker
Motor Wright Cyclone de 298 kW (400 hp).
31-42 Senior Pacemaker
Equipado con una superficie de cola rediseñada, acomodo para un piloto y cinco pasajeros, motor radial Pratt & Whitney Wasp S3H1 de 410 kW (550 hp).
31-50 Senior Skyrocket
Motor Pratt & Whitney Hornet de 410 kW (550 hp).
L-11
Un 31-50 requisado para el servicio por las Fuerzas Aéreas del Ejército de los Estados Unidos en Alaska, en 1942.
31-55 Senior Skyrocket
JE-1
Versión del Senior Skyrocket para la Armada de los Estados Unidos con motor de 425 kW (570 hp).
de Luxe Senior Skyrocket
Versión del 31-55 con instrumentación mejorada y acabados interiores y exteriores de calidad, equipado con un motor radial Pratt & Whitney Wasp de 391 kW (525 hp).
Model 31-55A
Modelo construido bajo licencia en Canadá por Northwest Industries.

## Operadores
Estados Unidos
- Fuerzas Aéreas del Ejército de los Estados Unidos
- Armada de los Estados Unidos

 Noruega
- Widerøes Flyveselskap

## Especificaciones (31-55 Senior Skyrocket)

### Características generales
- Tripulación: Uno (piloto)
- Capacidad: Siete pasajeros
- Longitud: 8,5 m (27,9 ft)
- Envergadura: 15,3 m (50,2 ft)
- Altura: 2,5 m (8,2 ft)
- Superficie alar: 28,8 m² (310 ft²)
- Peso vacío: 1787 kg (3938,5 lb)
- Planta motriz: 1× motor radial de 9 cilindros refrigerado por aire Pratt & Whitney Hornet.
  - Potencia: 410 kW (565 HP; 558 CV)

### Rendimiento
- Velocidad nunca excedida (Vne):  290
- Velocidad crucero (Vc): 276,8 km/h (172 MPH; 149 kt)
- Velocidad de entrada en pérdida (Vs): 90,1 km/h (56 MPH; 49 kt)
- Alcance: 1450 km (783 nmi; 901 mi)

## Aeronaves relacionadas

### Secuencias de designación
- Secuencia Numérica (de Bellanca): ← 28-90 - 28-92 - 28-110 - 31-40 - 31-42 - 31-50 - 31-55 - 66-70 - 66-75 - 77-140 →
- Secuencia J_E (Aviones Utilitarios de la Armada estadounidense, 1935-1955 (Bellanca, 1931-1937)): JE
- Secuencia L-_ (Aviones de Enlace (Liaison) de las USAAF/USAF, 1942-1962): ← L-8 - L-9 - L-10 - L-11 - L-12 - L-13 - L-14 →